# Diocesi di Biblo

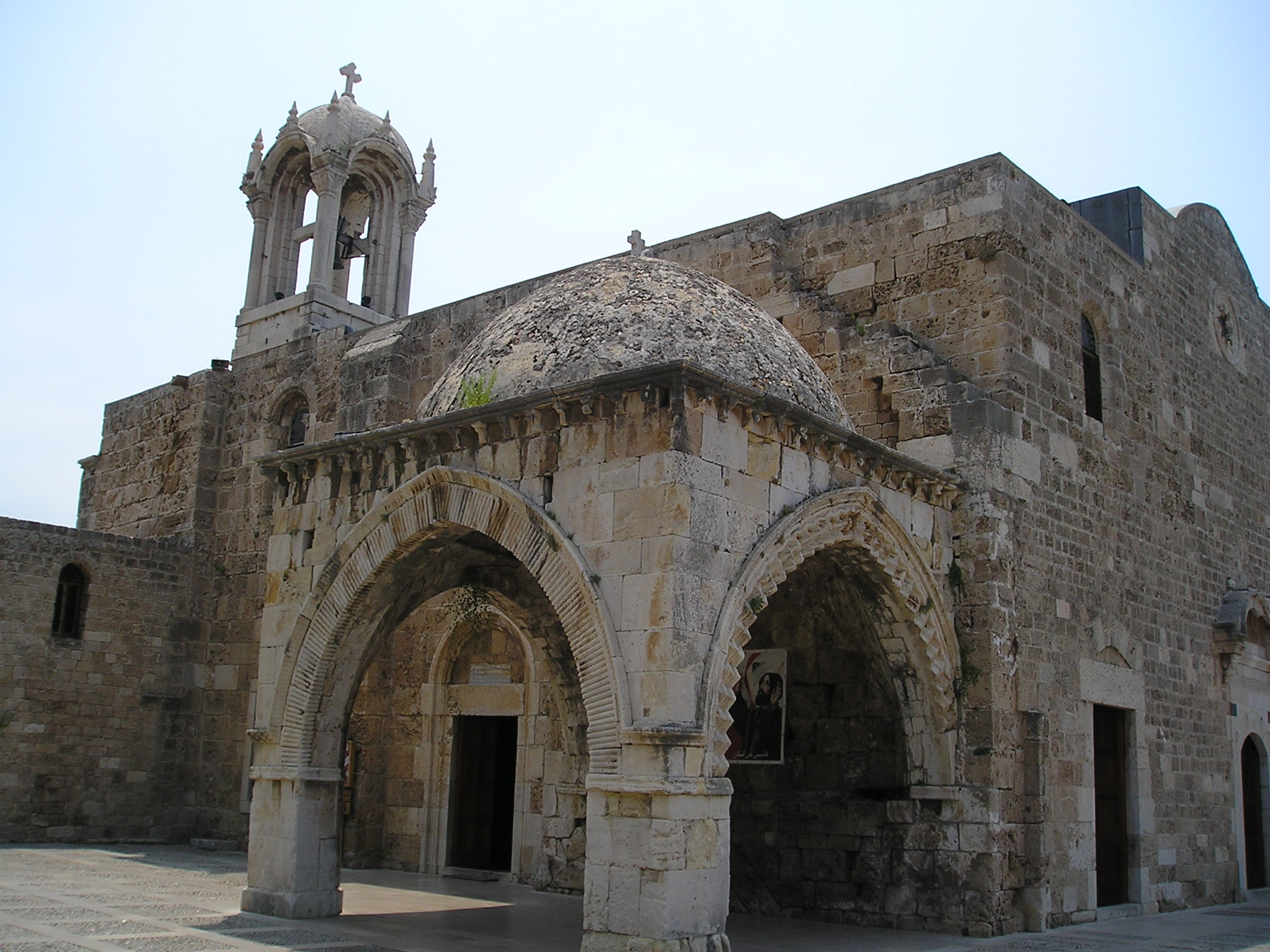
La chiesa crociata di San Giovanni.

La diocesi di Biblo (in latino Dioecesis Bybliensis) è una sede soppressa e sede titolare della Chiesa cattolica.

## Storia
Byblos, corrispondente alla città di Jbeil nell'odierno Libano, è un'antica sede vescovile della provincia romana della Fenicia Prima nella diocesi civile d'Oriente. Faceva parte del patriarcato di Antiochia ed era suffraganea dell'arcidiocesi di Tiro, come attestato da una Notitia episcopatuum del VI secolo.
Il cristianesimo arrivò ben presto in queste terre e la tradizione, che i commentatori degli Acta Sanctorum hanno dimostrato essere falsa, ha attribuito a Byblos, come protovescovo, quel Giovanni, detto Marco", menzionato negli Atti degli Apostoli (Atti 15,37-40), che oggi è identificato con Marco evangelista, ma che veniva ricordato nell'antico Martirologio romano alla data del 27 settembre. Lo stesso martirologio commemorava il 13 giugno santa Aquilina, che subì il martirio all'epoca dell'imperatore Diocleziano; il Menologio greco ricorda che la santa venne battezzata dal vescovo Eutalio di Biblo.
Le fonti conciliari documentano l'esistenza di cinque vescovi di Byblos. Basilide prese parte al primo concilio ecumenico di Costantinopoli nel 381. Benezio assistette al sinodo di Antiochia del 445 che giudicò l'operato di Atanasio di Perre. Suo probabile successore fu Acilino, che prese parte al cosiddetto "brigantaggio" di Efeso del 449, durante il quale fu deposto. Al concilio di Calcedonia nel 451 sono documentati due vescovi di Biblo: Rufino, consacrato dal vescovo Eustazio di Berito; e Pietro, che si fece rappresentare al concilio dal suo metropolita Fozio di Tiro. Infine Teodosio fu tra i padri del secondo concilio di Costantinopoli nel 553.
Byblos fece sempre parte della provincia ecclesiastica di Tiro. A metà del V secolo l'imperatore Teodosio II creò una terza sede metropolitana, Berytus; il suo metropolita, Eustazio, rivendicò la giurisdizione su Byblos e su altre cinque città della Fenicia, ma le sue pretese furono respinte, dapprima da un concilio celebrato a Costantinopoli nel 450, e poi dal concilio ecumenico di Calcedonia dell'anno seguente. Questo spiega la presenza di due vescovi di Biblo al concilio di Calcedonia.
In epoca crociata, Byblos, conosciuta con il nome di Gibel (Giblet) o Zibelet, fu sede di una diocesi di rito latino, suffraganea dell'arcidiocesi latina di Tiro e sottoposta al patriarcato di Gerusalemme. Sono documentati vescovi dal 1132 al 1289. Esisteva anche un capitolo dei canonici, attestato nel 1233, costituito da 4 dignitari. Nel 1231 il vescovo Vassalo fondò una abbazia cistercense, che le fonti chiamano S. Sergius ultra mare sive Biblium, affidato ai monaci francesi dell'abbazia di La Ferté (Saona e Loira), e ancora attestato nel 1260.
Dal XIV secolo Biblo è annoverata tra le sedi vescovili titolari della Chiesa cattolica; la sede è vacante dal 17 dicembre 2016.

## Cronotassi

### Vescovi greci
- San Giovanni Marco † (I secolo)
- Eutalio † (menzionato nel 304 circa)
- Basilide † (menzionato nel 381)
- Benezio † (menzionato nel 445)
- Acilino † (? - 449 deposto)
- Rufino † (menzionato nel 451)
- Pietro † (menzionato nel 451)
- Teodosio † (menzionato nel 553)

### Vescovi latini
- H. † (menzionato nel 1132)
- Iubaldo † (menzionato nel 1167)
- Anonimi † (menzionati nel 1198 e nel 1205)
- Vassalo † (prima del 1231 - dopo il 1233)
- Anonimi † (menzionati nel 1243, 1247, 1253, 1260)
- Pietro I † (menzionato nel 1267)
- Ugo, O.F.M. † (menzionato nel 1282)
- Pietro II, O.F.M. † (menzionato nel 1286)
- Anonimo † (menzionato nel 1289)

### Vescovi titolari
- Ugo, O.P. † (21 luglio 1307 - 19 marzo 1308 nominato vescovo di Pola)
- Teodorico † (menzionato il 28 maggio 1352)
- Folcherio, O.S.B. † (15 maggio 1359 - ? deceduto)
- Jacques de Wesep, O.P. † (19 gennaio 1396 - ? deceduto)
- Ulrico Galtati, O.P. † (8 novembre 1400 - ?)
- Giovanni Grignardi, O.P. † (14 maggio 1425 - ? deceduto)
- Nicolas Arnold de Wechmar, O.P. † (29 marzo 1443 - ?)
- Placido de Pavanelli, O.S.B.Vall. † (9 gennaio 1454 - 24 gennaio 1457 nominato vescovo di Parenzo)
- Giacomo Mansueto, O.S.B. † (25 febbraio 1457 - ?)
- Raymond, O.S.B. † (4 settembre 1461 - ?)
- Guy, O.S.B. † (1468 - ?)
- Jean Billart † (17 marzo 1476 - ?)
- Francisco de San Martín, O.S.H. † (13 marzo 1493 - ? deceduto)
- García de Chinchilla, O.P. † (18 settembre 1500 - 1502 deceduto)
- Blas de Fernando, O.Cist. † (19 aprile 1507 - ?)
- Johannes de Meier, O.Carm. † (13 novembre 1517 - 5 luglio 1522 deceduto)
- Johann Paul Ciurletti † (23 gennaio 1617 - 1640 deceduto)
- Joannes Constantinus Wozuczyński † (22 gennaio 1680 - prima del 28 gennaio 1687 deceduto)
- Dominik Piotr Karwosiecki, O.F.M.Conv. † (9 maggio 1774 - 28 aprile 1782 succeduto vescovo di Bacău)
- Stefan Wojciech von Łubieński † (29 novembre 1790 - 21 maggio 1808 deceduto)
- Tomasz Nowina-Nowiński † (23 settembre 1816 - 4 gennaio 1830 deceduto)
- Francesco Zaloni † (15 febbraio 1842 - 7 luglio 1843 succeduto vescovo di Tino e Micono)
- François-Marie-Henri-Agathon Pellerin, M.E.P. † (11 marzo 1844 - 13 settembre 1862 deceduto)[9]
- Bernabé García Cezón, O.P. † (9 settembre 1864 - 20 ottobre 1899 deceduto)[10]
- Franziskus Wolf, S.V.D. † (16 marzo 1914 - 23 febbraio 1944 deceduto)
- Ferdinando Fulgenzio Pasini, O.F.M. † (13 luglio 1944 - 11 aprile 1946 nominato vescovo di Sanyuan)
- Daniel-Auguste Lemonnier † (9 agosto 1947 - 29 dicembre 1959 deceduto)
- Stéphane-Émile-Alfred Desmazières † (23 giugno 1960 - 2 agosto 1965 nominato vescovo di Beauvais)
- Edmond Y. Farhat † (26 agosto 1989 - 17 dicembre 2016 deceduto)